# Filialkirche St. Margarethen (St. Paul im Lavanttal)

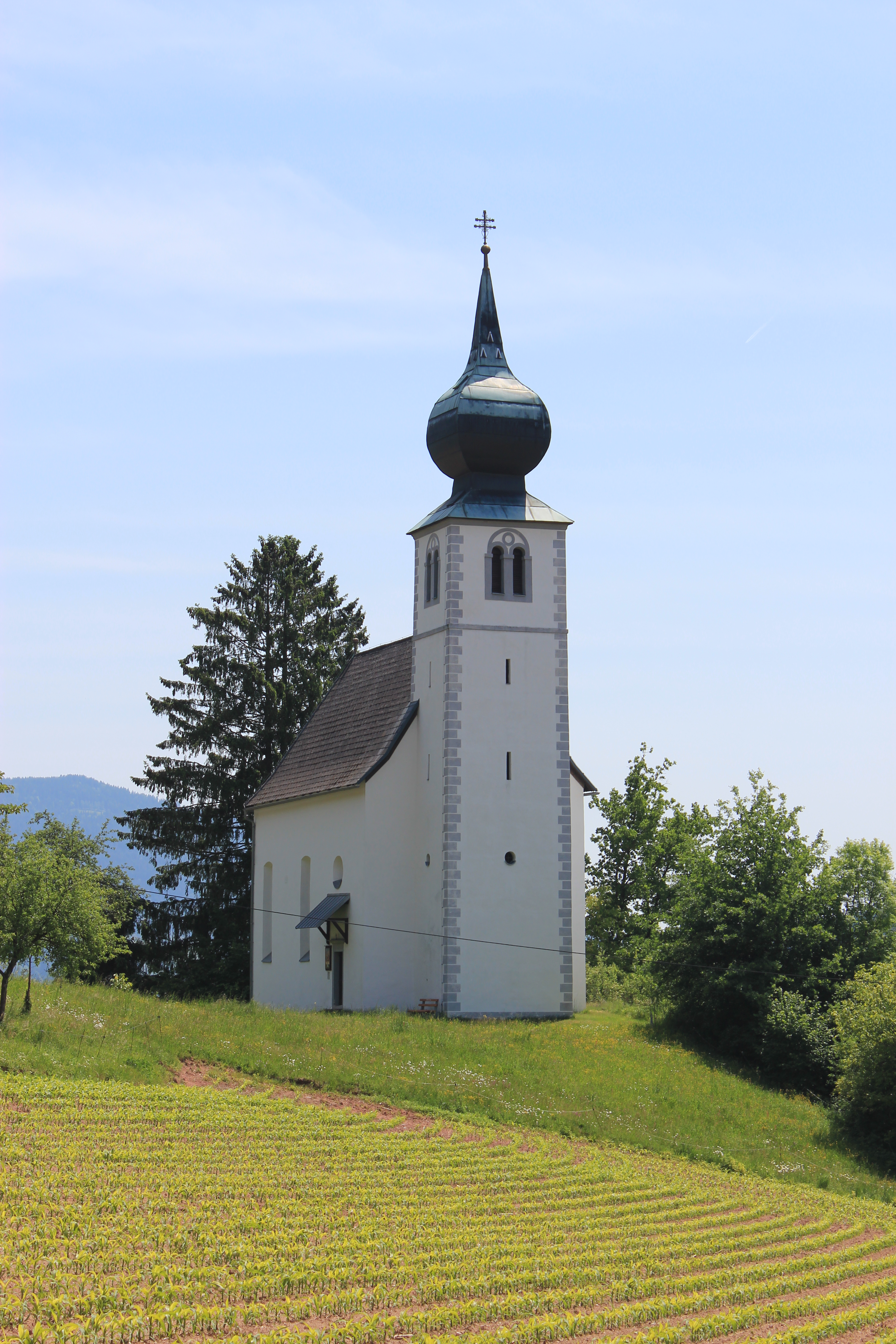

Die Filialkirche St. Margarethen in der Gemeinde St. Paul im Lavanttal wurde zwischen 1193 und 1220 erstmals erwähnt. Die der heiligen Margaretha geweihte Kirche gehört zur Stiftspfarre St. Paul.

## Baubeschreibung
Die Kirche ist ein 1658 neu errichteter barocker Bau. Der vorgestellte Westturm mit Zwillingsfenster im Glockengeschoß wird von einem Zwiebelhelm bekrönt. Das Nord- und das Südportal besitzen profilierte Stürze.
Über dem Langhaus spannt sich ein Tonnengewölbe mit einem zarten Stuckgratnetz und zwei Stichkappen. Im Westen ist eine hölzerne Empore eingezogen. Ein rundbogiger Triumphbogen verbindet das Langhaus mit dem einjochigen, polygonal abgeschlossenen Chor.

## Einrichtung
Der um 1660 entstandene Hochaltar zeigt am Altarblatt die heilige Margaretha vor der Madonna. Seitlich stehen die Schnitzfiguren der heiligen Barbara und Katharina. Die Kanzel wurde 1867 gefertigt. An Konsolstatuen besitzt die Kirche einen um 1660 entstandenen heiligen Benedikt und eine spätgotische Apollonia, die wohl im Barock überarbeitet wurde. Weiters ergänzen ein um 1725 gemaltes Herz-Jesu-Bild in einem aufwendig geschnitzten Rahmen sowie zwei Leinwandbilder einer Kreuzigung und einer Schmerzhaften Maria unter dem Kreuz aus der zweiten Hälfte des 17. Jahrhunderts die Ausstattung der Kirche.